# روبيرتو بروم
روبيرتو بروم (بالبرتغالية: Roberto Brum‏) (7 يوليو 1978 بساو غونسالو في البرازيل - ) هو لاعب كرة قدم برازيلي في مركز الوسط. لعب مع سبورتينغ براغا ونادي أكاديميكا كويمبرا ونادي سانتوس ونادي فلومينينسي ونادي فيغورينسي ونادي كوريتيبا ونادي 15 نوفمبر ‏ وألكي لارانكا ‏.

## روابط خارجية
- روبيرتو بروم على موقع قاعدة بيانات كرة القدم.إي يو (الإنجليزية)
- روبيرتو بروم على موقع Soccerway.com (الإنجليزية)